# Muchachitas como tú
Muchachitas como tú es una telenovela mexicana producida por Emilio Larrosa para Televisa transmitida por el Canal de las Estrellas. Es la versión de la telenovela Muchachitas, producida por Emilio Larrosa en 1991 para Televisa. 
Está protagonizada por Laura León, Ariadne Díaz, Begoña Narváez, Gabriela Carrillo y Gloria Sierra, con las participaciones antagónicas de Fabián Robles, Silvia Mariscal, Angelique Boyer,  Carlos Cámara Jr., Claudia Troyo, Jorge de Silva y  Manuela Imaz y cuenta con las actuaciones estelares de Sergio Reynoso, Cecilia Gabriela, Roberto Blandón, Lucero Lander, Arturo Carmona, Marco Méndez, Miguel Ángel Biaggio,  Mauricio Barcelata, Dulce quién después fue reemplazada por Socorro Bonilla y el primer actor Carlos Bracho.

## Historia
Isabel, Elena, Mónica y Leticia son 4 jóvenes de mundos muy diferentes pero con caminos parecidos. Mónica es la típica niña rica que descubre que quien decía ser su padre no lo es realmente y ve todo su mundo derrumbarse. Isabel es una muchacha provinciana de clase media que vive con su madre y su padre, la cual sueña ser bailarina pero ve todos sus sueños derrumbarse cuando inesperadamente su madre muere de un paro respiratorio. Elena es una chica pobre pero de gran corazón, sueña con ser actriz vive con su madre que es una mujer buena pero que vive sumergida en un miedo hacia su esposo Pepe, el papá de Elena, el cual es un hombre alcohólico y agresor. Y por último, Leticia es una chica extremadamente interesada pero en el fondo de buenos sentimientos que sueña con ser cantante y brillar en un escenario, como su familia es pobre (aunque no tanto como la de Elena) siempre los niega y se cambia su apellido para parecer millonaria. Pasan los días hasta que los destinos de estas muchachitas se encuentran y surge una amistad con algunos tropiezos inseparables.

## Elenco
- Laura León - Carmen Márquez de Barbosa
- Ariadne Díaz - Leticia Hernández Fernández
- Begoña Narváez - Isabel Flores Santos
- Gabriela Carrillo - Elena Olivares Cervantes
- Gloria Sierra - Mónica Sánchez-Zúñiga Vásquez
- Dulce - Esther Cervantes #1
- Sergio Reynoso - Alfredo Palacios Flores
- Cecilia Gabriela - Verónica Vásquez
- Roberto Blandón - Guillermo Sánchez-Zúñiga
- Silvia Mariscal - Martha Sánchez-Zúñiga
- Carlos Cámara hijo - José "Pepe" Olivares
- Jorge de Silva - Valente Quintanar
- Jose Ron - Jorge
- Lucero Lander - Esperanza Fernández
- Lalo "El Mimo" - Héctor Suárez
- María Isabel Benet - Leonor Santos
- Silvia Suárez - Angélica
- Ricardo Barona - Francisco "Pancho" Hernández
- Fabián Robles - Federico Cantú Sánchez-Zúñiga
- Marco Méndez - Joaquín Barbosa
- Mike Biaggio - Rodrigo Suárez
- Mauricio Barcelata - Roger Guzmán
- Claudia Troyo - Lucy Montenegro
- Ramón Valdez Urtiz - Raúl
- Yaxkin Santalucía - Rolando
- Carlos Miguel - Vicente
- Angelique Boyer - Margarita Villaseñor
- Karla Luna - Gabriela
- Mariana Morones - Renata
- Mar Contreras - Lorena
- Mario Casillas - Luis Villaseñor
- Silvia Manríquez - Constanza de Villaseñor
- Eduardo Liñán - "El Diablo"
- María Raquenel - Martina
- Socorro Bonilla - Esther Cervantes #2
- Lorena de la Garza - Laura
- Dylan Obed - Claudio
- Paulina Martell - Silvia Hernández Fernández
- Adriano Zendejas - Patricio
- Hugo Aceves - Tolomeo
- Ricardo Silva - Lic. Julio César
- Alfredo Alfonso - Comandante Rubio
- Danna Paola - Paola Velásquez
- Arturo Carmona - Diego Velásquez
- Lorena Velázquez - Teresa Linares
- Alejandro Calva - Abel
- Manuela Imaz - Raquel Ortigoza
- Perla Encinas - Enriqueta
- Carlos Bracho - Bernardo Barbosa
- Elizabeth Aguilar - Virginia Vélez
- Thelma Dorantes - Lucía
- Oscar Traven - Felipe Montenegro
- Erika García - Mariana
- Tania Ibáñez - Natalia
- Patricia Ramírez - Karen
- Arturo Posada - Turco
- Lucía Zerecero - Mercedes
- Jorge Noble - Don Lauro
- Mario Sauret - Profesor Timoteo
- Zoila Quiñones - Profesora Custodia Zamarripa
- David Rencoret - Doctor Jacobo
- Roberto Tello - Victorino
- Ricardo Vera - Amadeo
- Marina Marín - Trinidad "Trini"
- Joustin Roustand]- Cuco
- Isadora González - Rocío
- Georgina Pedret - Vanessa
- Jesús Falcón

### Invitados
- Maribel Guardia - Ella misma
- Lorena Enríquez - Ella misma
- Angélica María - Ella misma
- Eduardo De la Garza Castro]- Él mismo
- Místico - Él mismo
- Jacqueline Voltaire - Conductora de modas
- Jesús More - Productor de TV
- Victor Jiménez - Juez
- Gabriel Roustand - Policía

## Equipo de producción
- Idea original: Emilio Larrosa
- Libreto original: Verónica Suárez, Alejandro Pohlenz
- Adaptación: Verónica Suárez, Ricardo Barona, Emilio Larrosa
- Supervisión literaria: Saúl Pérez Santana
- Investigación literaria: Lorena Medina
- Edición literaria: Ramón Larrosa
- Tema musical: Muchachitas
- Autor, letra y música: Lorena Tassinari
- Arreglo musical: Adrián Posse
- Intérprete: Belinda
- Tema musical: Vuelen alto
- Letra y música: Adrián Posse, Cynthia Nilson, Alfonso Gutiérrez
- Intérpretes: Ariadne Díaz, Gabriela Carrillo, Begoña Narváez, Gloria Sierra
- Escenografía: Ángeles Márquez López
- Ambientación: Rafael Brizuela, Angélica Serafín
- Diseño de vestuario: Alejandra Mendoza, Constantino Cheschitz, Jannet Villagómez, Cinthia Gil
- Diseño de imagen: Televisa San Ángel
- Director de arte: Ignacio Lebrija
- Coordinador musical: Héctor Dávalos Herrera
- Musicalizador: Alfonso Matehuala
- Director de coreografía: Tonny Batres
- Editores: Mauricio Cortés, Juan Alfredo Villarreal
- Jefe de producción en foro: José Antonio Trujillo
- Coordinador de locación: Sergio Sánchez
- Jefe de producción en locación: Juan Carlos Campa
- Relaciones públicas: José Cuervo
- Realizador de escenas especiales: José Cabello
- Gerente de producción: Elizabeth Olivares
- Coordinador artístico: Rodrigo Ruiz
- Coordinación de producción: Claudia Colombón
- Director de cámaras en foro: Gerardo Gómez Lapena
- Director de cámaras en locación: Luis Monroy
- Director de escena adjunto: Víctor Manuel Fouilloux
- Director de escena en foro: José Ángel García
- Director de escena en locación: Claudio Reyes Rubio
- Productor asociado: Arturo Pedraza Loera
- Productor ejecutivo: Emilio Larrosa

## Premios y nominaciones

### Premios TVyNovelas 2008
| Categoría                 | Persona         | Resultado |
| ------------------------- | --------------- | --------- |
| Mejor actor antagónico    | Fabián Robles   | Nominado  |
| Mejor primera actriz      | Silvia Mariscal | Nominada  |
| Mejor revelación femenina | Ariadne Díaz    | Nominada  |
| Mejor revelación femenina | Gloria Sierra   | Nominada  |
| Mejor actriz infantil     | Danna Paola     | Nominada  |